# Trigonophorus pucholti
Trigonophorus pucholti är en skalbaggsart som beskrevs av Krajcik 2007. Trigonophorus pucholti ingår i släktet Trigonophorus och familjen Cetoniidae. Inga underarter finns listade i Catalogue of Life.